# 阿特利冰川
66°13′S 63°46′W / 66.217°S 63.767°W
阿特利冰川（英語：Attlee Glacier）是南極洲的冰川，位於葛拉漢地東部，全長13公里，終點在貝文冰川以北，該冰川在1947年12月由英國的探險隊繪入地圖。